# Piłka nożna plażowa na Igrzyskach Europejskich 2019
Piłka nożna plażowa na Igrzyskach Europejskich 2019 – turniej beach soccera mężczyzn na Igrzyskach Europejskich 2019 w Mińsku został przeprowadzony w dniach 25-29 czerwca 2019 roku na Olimpijskim Kompleksie Sportowym. W zawodach wzięło udział 96 sportowców z 8 państw.
Zwycięzcą turnieju została reprezentacja Portugalii która w finale pokonała Hiszpanię 8:3. Trzecie miejsce przypadło Szwajcarii, czwarte Ukrainie.

## Zasady kwalifikacji
Białoruś jako gospodarz jest reprezentacją automatycznie zakwalifikowaną. Pozostałe siedem drużyn zakwalifikowało się z Europejskiej Ligi Beach Soccera 2018: sześć z superfinału oraz jedna z finału barażowego.
| Lp. | Drużyna    | Zakwalifikowany jako                              | Występy | Ostatni występ | Wynik      |
| --- | ---------- | ------------------------------------------------- | ------- | -------------- | ---------- |
| 1.  | Białoruś   | gospodarz                                         | 1       | debiutant      | –          |
| 2.  | Rosja      | Europejska Liga Beach Soccera 2018 – superfinał   | 2       | 2015           | Zwycięstwo |
| 3.  | Hiszpania  | Europejska Liga Beach Soccera 2018 – superfinał   | 2       | 2015           | 5. miejsce |
| 4.  | Portugalia | Europejska Liga Beach Soccera 2018 – superfinał   | 2       | 2015           | 3. miejsce |
| 5.  | Szwajcaria | Europejska Liga Beach Soccera 2018 – superfinał   | 2       | 2015           | 4. miejsce |
| 6.  | Włochy     | Europejska Liga Beach Soccera 2018 – superfinał   | 2       | 2015           | 2. miejsce |
| 7.  | Ukraina    | Europejska Liga Beach Soccera 2018 – superfinał   | 2       | 2015           | 6. miejsce |
| 8.  | Rumunia    | Europejska Liga Beach Soccera 2018 – finał baraży | 1       | debiutant      | –          |

## Medaliści
| Konkurencja      | Złoto      | Srebro    | Brąz       | Czwarte miejsce |
| ---------------- | ---------- | --------- | ---------- | --------------- |
| Turniej mężczyzn | Portugalia | Hiszpania | Szwajcaria | Ukraina         |